# Moj mali poni: Prijateljstvo je čarolija
Moj mali poni: Prijateljstvo je čarolija jest kanadsko-američka animirana fantastična televizijska serija koja se bazira na Hasbrovu franšizu Moj mali poni. Emisija je poznata kao "generacija 4" (G4) franšize. Premijera serije bila je 10. listopada 2010. na kanalu The Hub (koji se preimenovao u Discovery Family 13. listopada 2014.), i zadnja epizoda se prikazala 13. listopada 2019. Hasbro je angažirao animatoricu Lauren Faust kao kreativnu redateljicu i izvršnu producenticu serije. Faust je odlučila promijeniti narav franšize, stvarajući zanimljivije likove i više pustolovna mjesta; napustila je seriju tijekom druge sezone, i Meghan McCarthy bi postala glavna urednica serije.
Serija prati antropomorfnog jednoroga (kasnije Alikorna) kojemu je ime Iskra Sumrak. Iskra je učenica Princeze Celestije, i jednog ju dana učiteljica pošalje na put u Ponijevo (Ponigrad u ranijim epizodama) da nauči više o prijateljstvu. Iskra i njen najbolji prijatelj i mentor, zmaj Piko, se sprijatelje s pet stanovnica Ponijeva: Ivkom, Ljubicom, Plahuljicom, Dugom Jurić, i Rozom. Tih pet ponija predstavljaju pet elemenata sklada, prapovijesni artefakti koji imaju moć poraziti sve zlo Equestrije, glavno mjesto radnje serije. Iskra, uz pomoć novih prijateljica, sazna da ona također predstavlja izgubljeni šesti element sklada. Iskra postane jako bliska s novim prijateljicama, i zato ostane u Ponijevu kako bi skupa širile prijateljstvo Equestrijom, dok rješavaju i svoje vlastite probleme prijateljstva.
Serija je postala velik komercijalni i kritički uspjeh. Iako je serija uglavnom namijenjena malim djevojčicama, njezina baza obožavatelja se većinom sastoji od odraslih osoba, uključujući mlade i odrasle muškarce koji se nazivaju "bronijima". Serija je također poznata po raznim internetskim memovima.
Dugometražni film o seriji zvan Moj mali poni: Film izašao je 6. listopada 2017. Spin-off franšiza My Little Pony: Equestria Girls započela je 2013. Prva dva filma franšize, Equestria Girls i Rainbow Rocks imali su ograničenu objavu u kinima.
Spin-off serija, My Little Pony: Pony Life, započela je s emitiranjem u Kanadi 21. lipnja 2020.

## Premisa
Jednom davno, u čudesnoj zemlji Equestriji, živjele su dvije princeze. Sestre koje su donosile sklad cijeloj Equestriji. Starija sestra, Princeza Celestia, dizala je i spuštala Sunce, dok je mlađa sestra, Luna, dizala i spuštala Mjesec. Jednog je dana Luna postala ljubomorna na Celestiju, jer su se poniji zabavljali po danu, a spavali tijekom noći. Ljubomora je preuzela srce Lune, i pretvorila se u Crnu Princezu (engleski: Nighmare Moon, RTLK: Tamnoroga). Celestia, ne znajući što napraviti, morala je svoju vlastitu sestru protjerati na Mjesec. Od tada je sama kontrolirala Mjesec i Sunce.
Tisuću godina je prošlo od tog događaja, i saznamo da je o tom događaju čitala jednorog Iskra Sumrak (engleski, RTLK: Twilight Sparkle), koja je zapravo učenica Princeze Celestije. Iskra pošalje pismo Celestiji gdje ju obavijesti o mogućem povratku Crne Princeze. Princeza Celestia misli da nema potrebe za panikom, te ju pošalje u Ponijevo (engleski, RTLK: Ponyville) da upozna prijatelje i vidi kako ide jubilarna proslava ljetnog Sunca. U Ponijevu upozna kobile Rozu i Ivku (engleski, RTLK: Pinkie Pie i Applejack), pegaze Dugu Jurić i Plahuljicu (engleski, RTLK: Rainbow Dash i Fluttershy), i jednoroga Ljubicu (engleski, RTLK: Rarity). Iskra nije uzbuđena zbog novih ponija, i njenu situaciju pogorša povratak Crne Princeze i nestanak Celestije. Iskra sazna da bi u zaustavljanju Crne Princeze mogli pomoći prapovijesni elementi sklada koji se mogu pronači u strašnoj Slobodnoj šumi (engleski: Everfree Forest, RTLK: Zlokobna šuma). Na putu Iskri pomognu nove prijateljice, i Iskra sazna da upravo one predstavljaju pet postojučih elemenata sklada (smijeh, iskrenost, odanost, dobrotu i velikodušnost), i iskrica koja se pojavila Iskrinom oku kada shvati da su Ponigrađanke njene prijateljice stvara šesti element: element čarolije. Elementima sklada prijateljice poraze Crnu Princezu, koja se vrati u svoju pravu formu: protjeranu Princezu Lunu. Luna se vrati na prijestolje sa sestrom Celestijom, a Iskra i njen asistent Piko se usele u Ponijevo.
Ostatak serije prati glavnih šest i Pika na pustolovinama u Equestriji i nadalje, u kojima rješavaju probleme prijateljstva među sobom, i s ostalima. U drugoj sezoni se po prvi put pojavljuju: gospodar kaosa Razdor (engleski, RTLK: Discord), Mjenjolici (engleski: Changelings, bića koja mogu glumiti da su poniji i ostala stvorenja) i njihova kraljica Kristalina (engleski, RTLK: Chrysalis), Iskrin veliki brat Branimir (engleski, RTLK: Shining Armor), i njegova žena (koja ze i Iskrina stara dadilja), Princeza Kadenca (engleski, RTLK: Mi Amore Cadenza "Cadance"). U trećoj sezoni se pojavljuje nova lokacija, Kristalno Carstvo, i njihovi stanovnici Kristalni poniji, i Iskra postaje princeza s krilima u zadnjoj epizodi. U četvrtoj sezoni Iskra dobiva dvorac i porazuje zlog Lorda Tireka, koji je pobjegao iz svog zatvora u Tartaru. U petoj sezoni se grupi pridruži Starlight Glimmer, koja je prije bila zla diktatorica malog sela. U šestoj sezoni svi Mjenjolici postaju i dobri i Kraljica Kristalina im pobjegne. U sedmoj sezoni, Iskra vrati stupove stare Equestrije (grupu čarobnjaka koji se smatraju junacima Equestrije, Mage Meadowbrook, Flash Magnus, Mistmane, Rockhoof, Somnambula i Brado Repatica (engleski: Starswirl the Bearded, RTLK: Čarobnjak Bradonja)) u život nakon što su bili zarobljeni u tami tisuću godina. U osmoj sezoni Iskra i prijatelji otvaraju školu prijateljstva, gdje grupa šest stvorenja sklope grupu zvanu "The Young Six" (grifon Gallus, hipogrif Silvestream, zmaj Smolder, jak Yona, poni Sandbar i mjenjolik Ocellus). Školom prijateljstva pokuša vladati mali pegaz Cozy Glow, i zapravo uspije uvjeriti sviju da je dobra dok uništava školu, ali ju Young Six zaustave i poslana je u tartar s Tirekom. U devetoj sezoni, Equestriju napadnu i unište Kraljica Kristalina, Lord Tirek i Cozy Glow, ali magija prijateljstva svih stanovnika Equestrije ju spašava, i glavnih šest likova zauvijek pretvore tri zlice u kipove. Nakon velike borbe, Iskra preuzima prijestolje i zavlada cijelom Equestrijom, i poćne podučavati svoju učenicu Luster Dawn kako je Celestia podučavalu nju.

### Važniji dijelovi serije
- Biljezi[b] — Znakovi na boku ponija koji se pojavljuju pri otkrivanju ponijevog istinitog talenta. Mnogi poniji ga osvoje dok su još uvijek ždrijebad. Biljezi rijetko doslovno opisuju ponijev talent, već ih je potrebno bliže analizirati i interpretitrati. Neki primjeri biljega su: Iskrin biljeg (jedna velika roza iskra s malim bijelim iskricama oko nje) koji predstavlja njene istaknute čarobne moći, Ivkin biljeg (tri jabuke) koji predstavlja njenu vezu s obitelji i prikvačenost jabukama, Rozin biljeg (tri balona) koji predstavlja njenu ljubav prema zabavama, i mnogo više. U epizodi "Potraga za znakićem", učiteljica Ponijeva Veselka objasni kako se biljezi osvajaju i mogu interpretirati, te objašnjava da njen biljeg (tri cvijeta koja se smiju) predstavlja sreću koju želi donijeti učenicima, i cvjetanje njihovog znanja. Prapovijesna bolest u seriji zbog koje se tijelo ponija pokriva biljezima zove se "znakovite ospice".
- Čarolija — Čarolija je vrlo važan dio serije. Lauren Faust objasnila je da sve vrste ponija imaju svoju čaroliju, ali su jednorozi jedini koji ju aktivno i očito koriste.[4] Čarolija običnih ponija bez krila i roga jest to da su bliži prirodi, čarolija pegaza jest mijenjanje vremena i hodanje po oblacima, i čarolija kod jednoroga je najistaknutija. Jednorozi imaju rogove na glavi kojima mogu bacati čini, uključujući levitaciju i letenje. Glavni likovi serije, Iskra i Ljubica, su vrlo spretni jednorozi. Ljubica je svoj biljeg osvojila uz pomoć čari kojom je pronašla dragulje, i također koristi čaroliju u krojenju haljina. Iskra je jako vješta sa svojom čarolijom, s njom može napraviti umjetna krila, pretvoriti jabuku u kočiju, teleportirati se, i mnogo više. Alikorni su najmoćniji što se tiče čarolije, jer imaju vještine pegaza, običnih ponija, i jednoroga. Ostali jednorozi i Alikorni koji često koriste čaroliju su: Starlight Glimmer, Princeze Celestia i Luna, Branimir, Princeza Kadenca, Flurry Heart (kćer Kadence i Branimira), i Olujka (lik iz filma), čija je čarolija zanimljiva jer joj je rog slomljen.
- Elementi sklada — Elementi sklada su prapovijesne relikvije koje se koriste u hitnim slučajevima, kao kada prijateljice trebaju poraziti jako moćnog protivnika. Kasnije se elementima sklada pronađe Stablo sklada, i stablo kasnije postane koliba sklada.

## Epizode
Serija se sastoji od 9 sezona i jednog specijala. 8 sezona se sastoji od 26 epizoda, i treća sezona ima 13 epizoda. Sveukupno se serija sastoji od 222 epizode. Uz to je serija imala dugometražni film, još jedan specijal, kratkometražne filmiće, i clip-showove. U Hrvatskoj su prikazane 4 sezone (1. na HRT-u 2 i RTL Kockici, 2. na HRT-u 2, 4. na RTL Kockici i 5. na RTL Kockici), tj. 130 epizoda.

### Pregled
| Sezona | Sezona           | Epizoda          | Originalna premijera | Originalna premijera |
| Sezona | Sezona           | Epizoda          | Prvo prikazana       | Posljednje prikazana |
| ------ | ---------------- | ---------------- | -------------------- | -------------------- |
| 1      | 1                | 26               | 10. listopada 2010.  | 6. svibnja 2011.     |
| 2      | 2                | 26               | 17. rujna 2011.      | 21. travnja 2012.    |
| 3      | 3                | 13               | 10. studenog 2012.   | 16. veljače 2013.    |
| 4      | 4                | 26               | 23. studenog 2013.   | 10. ožujka 2014.     |
| 5      | 5                | 26               | 4. travnja 2015.     | 28. studenog 2015.   |
| 6      | 6                | 26               | 26. ožujak 2016.     | 22. listopada 2016.  |
| 7      | 7                | 26               | 15. travnja 2017.    | 28. listopada 2017.  |
| F      | Film             | Film             | 6. listopada 2017.   | 6. listopada 2017.   |
| 8      | 8                | 26               | 24. ožujka 2018.     | 13. listopada 2018.  |
| B      | Božićni specijal | Božićni specijal | 27. listopada 2018.  | 27. listopada 2018.  |
| 9      | 9                | 26               | 6. travnja 2019.     | 12. listopada 2019.  |
| S      | Specijal         | Specijal         | 29. lipnja 2019.     | 29. lipnja 2019.     |

## Likovi

### Elementi sklada
- Element čarolije: Iskra Sumrak (Twilight Sparkle) – Princeza Iskra je glavni lik serije. Ona je Alikornska (rođena jednorog) princeza prijateljstva koja je u početku anti-socijalna i bezobrazna. Ali kada se useli i Ponijevo, shvati da je prijateljstvo predivna stvar koju odluči širiti cijelom Equestrijom. Iskra je pametna i obožava čitati knjige o Equestriji, prijateljstvu, čaroliji, i više. Iskra je jako društvena i draga, iako je nadprirodne stvari, ili stvari koje ne može objasniti, znaju naljutiti. Iskra također zna poluditi pod stresom i anksioznosti. Također je sjajna mađioničarka, organizatorica, i učiteljica. Njen ljubimac je sova kojoj je ima Sovac (engleski, RTLK: Owlowiscious). Glas joj daju Tara Strong (dijalog) i Rebecca Shoichet (vokal).
- Element smijeha: Roza Slatki[c] (Pinkie Pie) – Roza, puno ime Pinkamena Dianne Pie, jest ružičasti zemaljski poni koji živi i radi u Slatkom kutku, slastičarnici Ponijeva. Roza obožava zabave, i organizira ih kad god može. Sebe je proglasila tulum-ponijem Ponijeva. Uz to je sjajna pekarica, i njen apetit za slatkiše ne poznaje granice. Roza je poznata po jako animiranom ponašanju, jer pravi svakave grimase i zna slomiti četvrti zid. Ljubimac joj je aligator bez zubi, Zubo (engleski, RTLK: Gummy). Glas joj daju Andrea Libman (dijalog) i Shannon Chan-Kent (vokal).
- Element iskrenosti: Ivka (Applejack) – Ivka je član velike obitelji Jabuka (Apple). Ivka je marljiva farmerica koja bere jabuke i pravi pića i hranu od jabuka na Ranču Slatka jabuka (engleski: Sweet Apple Acres, RTLK: Slatki jabučnjak). Od svih glavnih likova je najsnažnija, samo s udarcem kopita može potresti stablo. Kao Roza, sjajna je pekarica. Ljubimac joj je pas Winona. Glas joj daje Ashleigh Ball.
- Element odanosti: Duga Jurić (Rainbow Dash) – Duga je pegaz koji voli letjeti. Ona je sportski poni koji uvijek pokušava dokazati da je najbolja. Voli se trkati, natjecati, i hvaliti. Također je član vremenske ophodnje Ponijeva, gdje organizira vrijeme. Također je velika obožavateljica Magičnih munja (engleski: Wonderbolts, RTLK: Leteće strijele), slavnog sportskog tima. U sedmoj sezoni im se pridruži. Ljbuimac joj je kornjača Tenk. Dugi glas daje Ashleigh Ball.
- Element velikodušnosti: Ljubica (Rarity) – Ljubica je modna dizajnerica i krojačica koja radi u butiku Vrtuljak (engleski: Carousel Boutique, RTLK: Butik Karusel). Ljubica je otmjeni jednorog koji se smatra najljepšim ponijem u Ponijevu, i u nju je zaljubljen Iskrin asistent Piko. Ljubica se često druži sa slavnim ponijima u modnoj sceni. Uz to voli dragulje. Ljubimac joj je perzijska mačka Opalesence (također zvana Mica i Opal). Glas joj daju Tabitha St. Germain (dijalog) i Kazumi Evans (vokal).
- Element dobrote: Plahuljica (Fluttershy) – Plahuljica je sramežljivi poni koji živi u kolibi s puno ljubimaca, od kojih je najistaknutiji zeko Zečić (engleski, RTLK: Angel, u demonstracijskom DVD-u je žensko). Plahuljica voli prijatelje, iako ne voli nove i nepoznate stvari. Također je jako plašljiva. Plahuljica također ima skrivenu mračnu stranu. Iako je uglavnom sramežljiva i tiha, kada je ljuta zna poluditi, biti nasilna, i prijetiti ostalima. Glas joj daje Andrea Libman.

### Ostali protagonisti
- Piko (engleski, RTLK: Spike) – Iskrin asistent i najbolji prijatelj. On je beba zmaj koji je nesiguran o sebi, jer se ne ponaša kao ostali zmajevi. Također je zaljubljen u Ljubicu. Glas mu daje Cathy Weseluck.
- Kraljevska obitelj
  - Princeze Celestia i Luna – Alikornske sestre koje su vladale Equestrijom sve do posljenje epizode. Prije tisuću godina je mlađa sestra, Luna, postala Crna Princeza zbog ljubomore na Celestiju, i zato ju je Celestija poslala na Mjesec. Tisuću godina kasnije se vratila, i glavnih šest su ju vratile u normalu. Od tada Celestia i Luna skupa vladaju Equestrijom u skladu. Celestiji glas daje Nicole Oliver, a Luni Tabitha St. Germain (diajalog), Kazumi Evans (vokal), i Aloma Steele (jedna pjesma).
  - Princeza Kadenca, Princ Branimir i Beba Flurry Heart – Obitelj koja se sastoji od Iskrine stare dadilje, Iskrinog brata, i njihove ždrebice. Princeza Kadenca i Branimir štite Kristalno carstvo od prijetnji. Kadenci glas daje Britt McKillip, Branimiru Andrew Francis, i Flurry Heart Tabitha St. Germain.
- Osvajačice (slatkih) biljega/znakića
  - Cvjetka, Bela i Skakutalo (engleski, RTLK: Apple Bloom, Sweetie Belle, Scootaloo) – Tri ždrebice koje pokušavaju dobiti biljege u raznim pustolovinama. U petoj sezoni ih napokon dobiju. Cvjetka je Ivkina sestra, Bela je Ljubičina sestra, a Skakutalo nije u obitelji glavnih likova, ali joj je Duga Jurić najbolja prijateljica. Cvjetki glas daje Michelle Creber, Beli Claire Corlett (dijalog) i Michelle Creber (vokal), i Skakutalu Madeleine Peters (dijalog) i Arielle Tuliao (vokal).

### Vrste ponija
Poniji su podjeljeni po rodu i dobi: ždrijebad (mlađi poniji), kobile (odrasli ženski poniji) i pastusi (odrasli muški poniji). Po vrstama se dijele na: Zemaljske/Prve ponije (obični poniji), Pegaze (poniji s krilima), Jednoroge (poniji s čarobnim rogom), i Alikorne (poniji sa snagom zemaljskih, krilima Pegaza, i čarolijom Jednoroga).

## Hrvatske sinkronizacije
Postoje tri hrvatske inačice serije. U Hrvatskoj, engleska inačica također se emitira na JimJamu, međunarodnom kanalu za djecu.

### Project 6 (Demo DVD, 2011.)
Godine 2011. je studio Project 6 napravio promotivnu demosinkronizaciju koja je samo bila objavljena na DVD-u s imenom My Little Pony: Čarobno prijateljstvo. DVD nije dostupan nigdje, ali je epizoda na DVD-u dostupna na internetu. Izvor za navedene informacije je odjavna špica.
| Ime lika         | Glas                 |
| ---------------- | -------------------- |
| Twilight Sparkle | Jelena Majić         |
| Pinkie Pie       | Sandra Hrenar        |
| Applejack        | Sanja Hrenar         |
| Rainbow Dash     | Danijela Večerinović |
| Rarity           | Vanda Winter         |
| Fluttershy       | Ivana Hajder         |
| Spike            | Aleksandra Naumov    |

### Novi Mediji (HRT2 i DVD-ovi, 2014.)
Godine 2014. se prva televizijska sinkronizacija serije, s imenom Moj mali poni: Prijateljstvo je čarobno, počela emitirati na kanalu HRT2. Neke epizode iz prve sezone su dostupne na DVD-ovima. Sinkronizacijski studio je Novi Mediji, i tonsku obradu je obavio Euroton Records. Prva sezona emitirala se kroz 2014. i 2015., a druga se sezona počela emitirati 2017. Zasad se serija ne emitira. Sve epizode su podijeljene na dva dijela, što znači da se serija zasad sastoji od 104 epizode, tj. 52 epizode podijeljene na dva dijela. Sinkronizacija nije popularna među serijinim obožavateljima zbog "neprikladnih glasova" i grešaka u zvuku, te korištenja dijelova srpske sinkronizacije. Glasovi koji nisu spomenuti u tablici ispod su: Mirko Švenda Žiga, Vinko Kraljević, Adalbert Turner Juci i Jadran Grubišić. Izvor za navedene informacije je odjavna špica.
| Ime lika (lokalizirano) | Ime lika (engleski) | Glas                                    | Glas                                                     | Glas                                            | Glas           |
| Ime lika (lokalizirano) | Ime lika (engleski) | Sezona 1                                | Sezona 1                                                 | Sezona 2                                        | Sezona 2       |
| Ime lika (lokalizirano) | Ime lika (engleski) | Dijalog                                 | Vokal                                                    | Dijalog                                         | Vokal          |
| ----------------------- | ------------------- | --------------------------------------- | -------------------------------------------------------- | ----------------------------------------------- | -------------- |
| Iskra Sumrak            | Twilight Sparkle    | Katarina Perica Kirin                   | Andrea Baković (jedna pjesma) Tina Bukić (ostale pjesme) | Katarina Perica Kirin                           | Tina Bukić     |
| Roza                    | Pinkie Pie          | Andrea Baković                          | Tina Bukić (jedna pjesma) Andrea Baković (ostale pjesme) | Andrea Baković                                  | Andrea Baković |
| Ivka                    | Applejack           | Jasna Odorčić (do S1E21) ??? (od S1E21) | Andrea Baković                                           | ???                                             | Andrea Baković |
| Duga Jurić              | Rainbow Dash        | Matilda Sorić                           | Andrea Baković                                           | ??? (do S2E21) Katarina Perica Kirin (od S2E21) | Andrea Baković |
| Ljubica                 | Rarity              | Matilda Sorić                           | Andrea Baković                                           | ??? (do S2E21) Katarina Perica Kirin (od S2E21) | Andrea Baković |
| Plahuljica              | Fluttershy          | Tina Bukić                              | Andrea Baković (neke pjesme) Tina Bukić (ostale)         | Tina Bukić                                      | Tina Bukić     |
| Piko                    | Spike               | Adnan Prohić                            | ne pjeva                                                 | Adnan Prohić Zdravko Valentin (neke epizode)    | ne pjeva       |
| Princeza Celestia       | Princeza Celestia   | Andrea Baković                          | ne pjeva                                                 | Andrea Baković                                  | ne pjeva       |
| Princeza Luna           | Princeza Luna       | Katarina Perica Kirin                   | ne pjeva                                                 | Katarina Perica Kirin                           | ne pjeva       |
| Branimir                | Shining Armor       | ne pojavljuje se                        | ne pojavljuje se                                         | Zdravko Valentin                                | ne pjeva       |
| Cvjetka                 | Apple Bloom         | Katarina Perica Kirin                   | Andrea Baković                                           | Katarina Perica Kirin                           | Andrea Baković |
| Bela                    | Sweetie Belle       | Jasna Odoričić (S1E17) Andrea Baković   | Andrea Baković                                           | ???                                             | Andrea Baković |
| Skakutalo               | Scootaloo           | Tina Bukić                              | Andrea Baković                                           | Tina Bukić                                      | Andrea Baković |

### Livada Produkcija (RTL Kockica/Play, 2017.)
Treća sinkronizacija, koja se zove My Little Pony – Prijateljstvo je čarolija, počela se emitirati na RTL Kockici 2017. Također je dostupna na RTL-ovom servisu za streaming, RTL Play. Sezone četiri i pet počele su se emitirati 2020, iako je RTL zapravo najavio treću sezonu. Sinkronizacija nema grešaka sa zvukom i dijelove srpske sinrkonizacije. Trenutno se emitiraju reprize četvrte i pete sezone. Glasovi koji nisu spomenuti u tablici ispod su: Daniel Dizdar, Nikola Marjanović, Marko Movre, Dragan Peka, Goran Vrbanić, Željko Šestić, Dora Jakobović, Dino More, Maja Kovač i Vinko Štefanac. Izvor za navedene informacije je odjavna špica.
| Ime lika                                                            | Glas                                                                                         | Glas                                                                                            |
| Ime lika                                                            | Dijalog                                                                                      | Vokal                                                                                           |
| ------------------------------------------------------------------- | -------------------------------------------------------------------------------------------- | ----------------------------------------------------------------------------------------------- |
| Twilight Sparkle                                                    | Monika Berberović                                                                            | Vida Manestar                                                                                   |
| Pinkie Pie                                                          | Kristina Habuš                                                                               | Kristina Habuš (S1, 5) Vida Manestar (S4)                                                       |
| Applejack                                                           | Mia Krajcar                                                                                  | Mia Krajcar                                                                                     |
| Rainbow Dash                                                        | Mima Karaula (S1) Sanja Crljen (S4, 5)                                                       | Mima Karaula (neke pjesme) Vida Manestar (ostale pjesme)                                        |
| Rarity, Grofica Coloratura                                          | Anja Nigović                                                                                 | Anja Nigović (sve osim jedne pjesme) Vida Manestar (jedna pjesma)                               |
| Fluttershy                                                          | Anabela Barić                                                                                | Anabela Barić                                                                                   |
| Spike                                                               | Sandra Hrenar                                                                                | Sandra Hrenar                                                                                   |
| Princeza Celestia                                                   | Rajana Radosavljev, Mia Krajcar (S04E02)                                                     | Vida Manestar                                                                                   |
| Princeza Luna                                                       | Tihana Fraculj, Petra Vukelić (S01 kao Tamnoroga),Rajana Radosavljev (S04-S05 kao Tamnoroga) | Vida Manestar                                                                                   |
| Princeza Cadance, Suri Polomare, Starlight Glimmer, Maud Pie        | Dora Jakobović                                                                               | Vida Manestar                                                                                   |
| Apple Bloom                                                         | Zrinka Antičević                                                                             | Zrinka Antičević (povremeno) Vida Manestar (povremeno i kad pjeva sa Sweetie Belle i Scootaloo) |
| Sweetie Belle                                                       | Tihana Fraculj (S1), Ana Ćapalija (S4-5)                                                     | Mima Karaula (S01) Ana Ćapalija (povremeno) Vida Manestar (kad pjeva s Apple Bloom i Scootaloo) |
| Scootaloo, Silver Spoon                                             | Anabela Barić                                                                                | Anabela Barić (povremeno) Vida Manestar (kad pjeva sa Sweetie Belle i Scootaloo)                |
| Big McIntosh, Claude, Steven Magnet (S05)                           | Boris Barberić                                                                               | ne pjeva                                                                                        |
| Gradonačelnica Ponyvillea                                           | Mirta Zečević, Rajana Radosavljev (neke epizode)                                             | ne pjeva                                                                                        |
| Daring Do (A.K. Yearling), Seabreeze, Pipsqueak                     | Maja Kovač                                                                                   | ne pjeva                                                                                        |
| Discord, Tirek, Fancy Pants                                         | Željko Šestić                                                                                | ne pjeva                                                                                        |
| Granny Smith, Mane-iac, Zecora, Kraljica Chrysalis, Ms. Harshwhinny | Mirta Zečević                                                                                | ne pjeva                                                                                        |
| Soarin                                                              | Dragan Peka                                                                                  | ne pjeva                                                                                        |
| Spitfire, Minuette                                                  | Tihana Fraculj                                                                               | ne pjeva                                                                                        |
| Cheese Sandwich                                                     | Goran Vrbanić                                                                                | Goran Vrbanić                                                                                   |
| Trenderhoof, Svengallop                                             | Nikola Marjanović                                                                            | ne pjeva                                                                                        |
| Sapphire Shores, Starlight Glimmer (S05E25), Rara                   | Vida Manestar                                                                                | Vida Manestar                                                                                   |

## Proizvodnja
Seriju je razvila Lauren Faust za Hasbro kao reboot franšize Moj mali poni. Faust je radila na svojoj liniji igračaka zvana Milky Way and the Galaxy Girls uz crtanu televizijsku emisiju koju je predstavljala Lisi Licht od Hasbro Studiosa, kad ju je Licht zamolila da napravi novu inačicu franšize Moj mali poni. Razvoj je započeo 2008. godine, i proizvodnja prve sezone trajala je cijelu godinu 2009. Jayson Thiessen je skicirao i animirao kratkometražnu epizodu koja je trajala dvije minute za odobrenje Faust i Hasbra. U kratkoj epizodi je Tara Strong posudila glas Rozoj. Serija je bila napravljena za djevojčice s između 4 i 12 godina, i Faust je dizajnirala seriju koju bi roditelji mogli gledati s kćerima. Serija ima puno odraslih fanova, uključujući muškarce između 15-35 godina koji se zovu broniji, i odrasle žene koje se zovu pegasisters. Fiskalni izvještaji kažu da su DHX Media možda dobili oko 6 milijuna Kanadskih dolara svaku godinu za produkciju prvih triju sezona.

### Roba i igračke
Serija povezana je s ponovnim pokretanjem linije igračaka My Little Pony iz 2010. godine, s figuricama i setovima na osnovu franšize. Odjeljak web stranice Hasbra daje informacije o seriji za djecu i njihove roditelje, uključujući pozadine likova, video zapise i interaktivne igre i medije. Djelomično se zahvaljujući starijim fanovima, Hasbro je franšizu doživio kao brend životnog stila, s preko 200 licenci u 15 kategorija proizvoda, uključujući odjeću, kućni pribor i digitalne medije. Brend je prikupio preko 650 milijuna Američkih dolara prodajama u 2013. godini, te milijardu Američkih dolara godišnje prodajama u 2014. i 2015. godini.

### Glazba
Većinu pjesama je napisao i stvorio Daniel Ingram. Na službenom YouTube kanalu serije se mogu pronači mnogi glazbeni spotovi pjesama iz serije.

## Međunarodno emitiranje

### Kanali
| Država/Područje            | Kanal(i) |
| -------------------------- | --- |
| Afrika                     | Nicktoons |
| Albanija                   | Bang Bang, IN TV |
| Angola                     | DStv Kids |
| Argentina                  | Telefe, Discovery Kids Argentina                                                                                             |
| Armenija                   | Ruski: TunTunik Armenski: Shant TV, Shant Premium                                                                            |
| Australija                 | Boomerang, Cartoon Network, 10 Peach                                                                                         |
| Azerbajdžan                | ARB Günəş |
| Azija                      | Boomerang, Nickelodeon |
| Belgija                    | Nizozemski: VTM Kids, VTM |
| Bjelorusija                | Bjeloruski: 8 Kanal, Cosmos TV Ruski: Karusel                                                                                |
| Bosna i Hercegovina        | Bošnjački: Federalna televizija, Hayatovci, Pink BH Hrvatski: Cinestar TV (film) Srpski: Minimax, RTVTK, RTRS                |
| Brazil                     | Discovery Kids, TV Cultura                                                                                                   |
| Bugarska                   | Super7, bTV |
| Crna Gora                  | Srpski: Elmag Kids, Minimax, TV Vijesti, RTCG SAT, A1 TV                                                                     |
| Češka                      | Minimax, TV Barrandov, JimJam, SMÍCHOV, Prima, Prima MAX                                                                     |
| Čile                       | MEGA, Discovery Kids |
| Danska                     | Boomerang, Cartoon Network, Nickelodeon, Viasat Film Premiere, Viasat Film Hits                                              |
| Estonija                   | KidZone TV, TV3, TV1000 Premium                                                                                              |
| Europa                     | JimJam |
| Filipini                   | Engleski: Boomerang Tagaloški: GMA 7                                                                                         |
| Finska                     | FOX, Nelonen, Ruutu+ Lapset, Viasat Film Premiere, Viasat Film Hits                                                          |
| Francuska                  | Gulli, TiJi, TFOU |
| Grčka                      | Nickelodeon, Star Channel |
| Gruzija                    | Basti-Bubu |
| Hrvatska                   | HTV 2, RTL Kockica |
| Hong Kong                  | Kantonski: now香港, ViuTV, TVB Jade Engleski: ViuTV 6                                                                        |
| Indija                     | Nick Jr., Pogo |
| Indonezija                 | Boomerang, Global TV, rtv, HBO, HBO Family, Trans TV                                                                         |
| Iran                       | Persian Toon, GEM Junior, GEM Kids, Tameshk TV                                                                               |
| Italija                    | Boomerang, Cartoonito, Italia1                                                                                               |
| Izrael                     | Hebrejski: Hop! Channel, Nick Jr. Njemački: Junior                                                                           |
| Japan                      | TV Tokyo, Dlife, Disney Channel                                                                                              |
| Južna Koreja               | Tooniverse, Disney Channel, Disney Junior, Daekyo Kids TV                                                                    |
| Kambodža                   | SEATV |
| Kanada                     | Engleski: Treehouse TV Francuski: Yoopa                                                                                      |
| Kazahstan                  | Balapan, Channel 31 |
| Kolumbija                  | Discovery Kids |
| Kina                       | CCTV-14, CCTV-6 |
| Latinska Amerika           | Discovery Kids |
| Latvija                    | KidZone TV, TV3, TV1000 Premium                                                                                              |
| Litva                      | KidZone TV, TV3, TV8, TV1000 Premium                                                                                         |
| Mađarska                   | Minimax, TV2, JimJam, Kiwi TV                                                                                                |
| Malezija                   | Malajski: Boomerang, Astro Ceria, HBO, HBO Family Engleski: NTV7, TV3                                                        |
| Meksiko                    | Canal 5, Azteca, Discovery Kids                                                                                              |
| MENA                       | Cartoon Network Arapski, Spacetoon, OSN Kid Zone TV, Gulli Bil Arabi                                                         |
| Mongolija                  | Dream Box, EduTV |
| Nikaragva                  | Canal 4 |
| Nizozemska                 | Film1 Family (film), Kindernet, Nickelodeon, RTL Telekids, RTL 8, JimJam                                                     |
| Norveška                   | Viasat Film Premiere, Viasat Film Hits (film), Boomerang, Cartoon Network, Nickelodeon                                       |
| Novi Zeland                | TVNZ 2 |
| Njemačka                   | Disney Channel, Junior, Nickelodeon                                                                                          |
| Pakistan                   | Cinemachi Kids, Pop |
| Poljska                    | MiniMini+, teleTOON+, TVP ABC, Polsat JimJam, CANAL+                                                                         |
| Portoriko                  | Telemundo |
| Portugal                   | Canal Panda, JimJam |
| Rumunjska                  | Minimax, JimJam, PrimaTV, Nickelodeon, Disney Channel                                                                        |
| Rusija                     | Karusel, TiJi, Ani, Multimuzika                                                                                              |
| Singapur                   | Okto, Channel 5 |
| Sjedinjene Američke Države | Engleski: Discovery Family (prethodno zvan The Hub), AFN Family Španjolski: Discovery Familia                                |
| Sjeverna Makedonija        | Makedonski: Sitel TV Srpski: Minimax                                                                                         |
| Slovačka                   | Plus, Televízia JOJ |
| Slovenija                  | Minimax, POP TV, OTO |
| Srbija                     | Srpski: Minimax, Mini Ultra, Dexy TV, RTS 2, RTV 1, Pink 2, Pink Super Kids Albanski: Bang Bang Engleski: Cinestar TV (film) |
| Španjolska                 | Boing, Cartoonito, Disney Channel, Disney Junior                                                                             |
| Švedska                    | Boomerang, Cartoon Network, Nickelodeon, Viasat Film Premiere, Viasat Film Hits                                              |
| Švicarska                  | Njemački: TV24 |
| Tajland                    | Boomerang, MCOT Family, Chocolate TV, LINE TV                                                                                |
| Tajvan                     | YOYOTV |
| Turska                     | Minika Çocuk, a2, Disney Channel                                                                                             |
| Ujedinjeni Arapski Emirati | e-Junior |
| Ujedinjeno Kraljevstvo     | Boomerang, POP, Pop Girl, Tiny Pop                                                                                           |
| Ukrajina                   | PlusPlus, K1, Volia Cine+ Kids                                                                                               |
| Vijetnam                   | SAOTV, SCTV3, VTC11, ZTV, VTVcab 8 - BiBi, VTVcab 20 – V Family                                                              |

## Nasljeđe i prijem
Serija je dobila pozitivne recenzije kritičara. Emily VanDerWerff A.V. Cluba je istakla serijinu „čistu i krajnju radost“ i nedostatak cinizma, za razliku od mnogih drugih emisija koje su prikupljale kultno praćenje roditelja i odraslih. Pohvalila je stilizirani izgled likova, relativnu složenost priča za dječju televiziju i čvrste šale zbog kojih je emisija ugodna za roditelje i djecu. Dala je seriji B+. Brian Truitt iz USA Todaya pohvalio je emisiju zbog svog humora i moralnih pogleda. Genevieve Koski iz A.V. Cluba je kasnije komentirala da je serija primjer emisije koja je, iako se smatra „djevojačkom“, uspjela ući u štrebersku kulturu kako bi joj omogućila šire prihvaćanje od ostalih usporedivih oblika. Emily Ashby iz organizacije Common Sense Media, organizacija koja se fokusira na roditeljski aspekt dječjih medija, dala je emisiji ocjenu četiri od pet zvijezda, naglašavajući njezine poruke prijateljstva, tolerancije i poštovanja, ali je savjetovala roditeljima da budu oprezni od "utjecaja koji bi likovi mogli imati na želje njihove djece, s obzirom na to da je ukorijenjena u dobro poznatoj liniji proizvoda knjiga, igračaka i gotovo svega između." Liz Ohanesian, za L.A. Weekly, rekla je da je emisija "apsolutno iskrena u svojim porukama o prijateljstvu, ali nikada nije pre ozbiljna". Matt Morgan, pišući za stupac "GeekDad" Wireda, pohvalio je emisiju zbog toga što je "ponovo pokrenula Hasbrovo imanje koje je pomješala sa štreberskim podtobovima" i što je jedna od rijetkih "serija usmjerenih na djevojke u kojoj štreberski može uživati s kćeri". Kritičar Los Angeles Timesa Robert Lloyd nazvao je emisiju "pametnijom i estetski sofisticiranijom" od bilo kojeg prethodnog crtanog filma franšize "My Little Pony" i pohvalio njenu sposobnost da se dopadne i djeci i njihovim roditeljima, jer je "pametna i razgovijetna i dobro inscenirana, i nikada strašno slatka". TV Guide naveo je seriju kao jednu od šezdeset najboljih animiranih emisija svih vremena na spisku septembra 2013. godine. Ostale pohvale emisiji uključivale su njen stil, priče, karakterizaciju i diskusiju o feminizmu.
Kathleen Richter magazina Ms. je vjerovala da serija nije promijenila narav starijih animacija za djevojčice, što je smatrala "tako seksističkim i rasističkim i heteronormativnim". Na primjer, sugerirala je da emisija, kroz lik Duge Jurić, promovira stereotip da su "sve feministkinje ljute, neumorne lezbijke". Također je smatrala da su jedini poniji tamnije boje prikazani do sada u položaju slušnosti prema "bijelom poniju nadmoćniku (Celestiji)". Lauren Faust odgovorila je na ove tvrdnje izjavljujući da, iako je Rainbow Dash bila tomboy, „nigdje se u emisiji ne spominje njena seksualna orijentacija“ i „pretpostavljajući da su [tomboyke] lezbijke krajnje nepravedno i prema heteroseksualnim i lezbijskim tomboykama“, i dalje navodeći da "Boja nikada, nikada nije bila prikazivana kao pokazatelj rase za ponije." Amid Amidi, tko piše za animacijsku web stranicu Cartoon Brew, bio je kritičniji prema konceptu emisije, nazivajući ju znakom "kraja ere koju su tvorci pokrenuli u TV animaciji". Amidijev esej izrazio je zabrinutost da je dodjela talenta poput Faust na seriju fokusiranu na igračke bila dio trenda usmjerenosti profitabilnim žanrovima animacije, poput vezanja igračaka, kako bi se pozabavio fragmentiranom gledališnom publikom i sveukupno "priznanjem poraza za cijeli pokret, trenutak koji maše bijelom zastavom za industriju TV animacije."
Unatoč Hasbrovoj ciljanoj demografiji mladih djevojčica i njihovih roditelja, serijal postao je kulturni i internetski fenomen, s mnogim obožavateljima od 13 do 35 godina. Interes u seriju je počeo rasti kad su fanovi animacija i crtića odgovorili Amidijevom eseju na 4chanu. Muški obožavatelji usvojili su ime "brony" (portmanteau riječi "bro" i "pony") kako bi se opisali. Starija obožavalačka grupa iznenadila je Hasbro i druge koji su zaposleni u programu. Oni su cijenili i prihvatili fandom dodajući reference fanovima unutar emisije i igračaka, dok su, u ranoj fazi, omogućili da kreativni elementi fandoma procvjetaju bez zakonskog uplitanja.
Fandom je bio meme nakon puštanja emisije, ali njegova je popularnost na internetu postupno propadala, usprkos nastavku emisije.

### Peta generacija
Nakon kraja serije je Hasbro počeo raditi na novom filmu koji bi započeo petu generaciju franšize imena Moj mali poni: Nova generacija. Mjesto radnje novog filma je također u Equestriji ali je vrijeme radnje mnogo godina nakon četvrte generacije. Ovo je slučaj zato što je produkcijska ekipa htjela dalje istražiti svijet osnovan u generaciji 4. Film je bio objavljen 22. rujna 2021. i kritički je bio pozitivno primljen. Film služi kao prethodnik nadolazećoj animiranoj seriji.